# Sur le pont, la marine !
Pour le film de Bryan Spicer, voir McHale's Navy (film, 1997).
Sur le pont, la marine ! (McHale's Navy) est une sitcom américaine en 138 épisode de 25 minutes, créée par Ray Brenner et John C. Champion et diffusée entre le 11 octobre 1962 et le 12 avril 1966 sur le réseau ABC.
En France, la série a été diffusée dans sa version colorisée à partir de juillet 1990 sur Canal+.

## Synopsis
Cette série met en scène les aventures de l'équipage d'un patrouilleur naval de l'US Navy pendant la Seconde Guerre mondiale.

## Distribution
- Ernest Borgnine : Quinton McHale
- Tim Conway : Charles Parker
- Joe Flynn : Burton Binghamiton
- Carl Ballantine : Lester Gruber
- Gary Vinson : George « Christy » Christopher
- Billy Sands : Harrison « Tinker » Bell
- Edson Stroll : Virgil Edwards
- Yoshio Yoda : Fuji Kobiaji
- John Wright : Willy Moss
- Bob Hastings : Elroy Carpenter
- Gavin MacLeod : Joseph « Happy » Haines (1962-1964)
- Lisa Seagram

## Épisodes
- Pilote (1962)
- Sept contre la mer (Seven Against The Sea)